# Campeonato Mundial de Ginástica Rítmica de 2001
O XXIV Campeonato Mundial de Ginástica Rítmica transcorreu entre os dias 18 e 21 de outubro de 2001, na cidade de Madrid, na Espanha.